# HAT-P-38
HAT-P-38は、さんかく座の恒星で13等星。太陽系外惑星が発見されている。

## 概要
黄色の主系列星で、太陽に比べて半径は約92%、質量は約89%と小さく、光度も約62%と暗い。ガイア計画で観測された年周視差によると地球から約838光年の位置にある。
2012年、HATネット（Hungarian Automated Telescope Network, ハンガリー自動望遠鏡ネットワーク）が2010年から2012年にかけて行ったトランジット法による探査で、土星サイズの太陽系外惑星HAT-P-38bが発見された。この惑星は、主星から0.05天文単位 (au) の軌道を約4.6日の周期で公転しており、主星からの熱により表面温度は1,000 K以上の高温となっている、典型的なホット・ジュピターである。
| 名称 （恒星に近い順） | 質量             | 軌道長半径 （天文単位） | 公転周期 (日)      | 軌道離心率    | 軌道傾斜角  | 半径                  |
| --------------------- | ---------------- | ----------------------- | ------------------ | ------------- | ----------- | --------------------- |
| b (Hiisi)             | 0.267 ± 0.020 MJ | 0.0523 ± 0.0009         | 4.640382± 0.000032 | 0.067 ± 0.047 | 88.3 ± 0.7° | 0.825+0.092 −0.063 RJ |

## 名称
2019年、世界中の全ての国または地域に1つの系外惑星系を命名する機会を提供する「IAU100 Name ExoWorldsプロジェクト」において、HAT-P-38 と HAT-P-38b はフィンランド共和国に割り当てられる系外惑星系となった。このプロジェクトは、「国際天文学連合100周年事業」の一環として計画されたイベントの1つで、フィンランド国内での選考、国際天文学連合 (IAU) への提案を経て太陽系外惑星とその主星に固有名が承認されるものであった。2019年12月17日、IAUから最終結果が公表され、HAT-P-38はHorna、HAT-P-38 bはHiisiと命名された。これらは古代フィンランド神話の神秘的で神聖な、あるいは邪悪な場所に関連する言葉に由来して名付けられており、Hornaは地獄や冥界を意味する言葉に、Hiisiは元々神聖な木立を意味し、後に悪霊を指すようになった言葉に、それぞれちなんで名付けられた。